# Doctor Coss (municipalité)
Doctor Coss est une ville et une municipalité de Nuevo Leon, au Mexique. La ville est située à 25°56'N 99°10'O, 182 km NE de Monterrey. Son nom honore le Dr José María Coss, un politicien libéral du XIXe siècle. En 2000, la municipalité avait 2246 habitants, alors que la ville du même nom (qui sert de siège municipal) avait 1000 habitants.
Le premier règlement, Paso del Zacate, a été créé vers 1745 avec des familles de Los Aldamas et General Bravo. Presque un siècle plus tard, Paso del Zacate a été déclarée une ville par le Congrès de l'État et, enfin, le 7 octobre 1882, la municipalité du Doctor Coss a été formé avec l'unification de Paso del Zacate, Zacate, Soledad, El Ebanito, Le Lajilla, Los Chorros, Tecomate, Lucero, Mujeres et Gachupines.
Bordé au nord par l'État de Tamaulipas, au sud par le General Bravo, est en General Bravo et Tamaulipas, à l'ouest de Los Aldamas et China. Il est situé à 134 mètres au-dessus du niveau de la mer (ce qui en fait le plus haut municipalité de l'État) et est traversé par la rivière San Juan.
Doctor Coss a 4 écoles maternelles, 14 écoles primaires et une école secondaire.

## Gouvernement
Actuellement, le maire est Jose Guadalupe Rios Rios.

## Liste des maires
| Presidente Municipal           | Periodo   |
| ------------------------------ | --------- |
| Martín González Hinojosa       | 1939–1940 |
| Gonzaga Canta Salinas          | 1941–1942 |
| Gumersindo Ríos Salinas        | 1943–1945 |
| Ramón Hinojosa Martínez        | 1946–1948 |
| Asencio Martínez Trigo         | 1949–1951 |
| Zaragoza Ríos García           | 1952–1954 |
| Arnulfo Madrigal Serna         | 1955–1957 |
| David Peña Cantú               | 1957 -    |
| Domingo Pérez Alanís           | 1958–1960 |
| Fidel Ríos Cantú               | 1961–1963 |
| Leandro Salinas Peña           | 1964–1966 |
| Severiano Ríos Cantú           | 1967–1971 |
| Pedro Salinas Treviño          | 1970–1971 |
| Sixto Gutiérrez Ríos           | 1972–1973 |
| Juan Salinas Cantú             | 1974–1976 |
| Rodolfo Hinojosa Tijerina      | 1977–1979 |
| Simón Ríos Balderas            | 1980–1982 |
| Matías Leal Ríos               | 1983–1985 |
| René Salinas Alanís            | 1986–1988 |
| Simón Ríos Balderas            | 1989–1991 |
| María Elva Salinas de Hinojosa | 1992–1994 |
| Guadalupe García Hinojosa      | 1994–1997 |
| Delia Rangel Ríos              | 1997–2000 |
| Jorge Alberto Cantú Cantú      | 2000–2003 |
| Homero Alanis Salinas          | 2003–2006 |